# Генрі Ґант
Генрі Лоуренс Ґант (англ. Henry Gantt, 1861 — 23 листопада 1919) — американський інженер-механік і консультант з управління, широко відомий як розробник діаграми Ґанта, соратник «батька наукового менеджменту» Фредеріка Тейлора. Ґант вивчав менеджмент на прикладі будування кораблів під час Першої світової війни і запропонував свою діаграму, що складається з відрізків (завдань) і крапок (завершальних завдань, або віх), як засіб для представлення тривалості і послідовності завдань у проєкті.
Діаграма Ґанта, розроблена Генрі Ґантом в 1910-х роках, застосовувалась на великих інфраструктурних проєктах і до сьогодні залишається важливим інструментом управління проєктами.

## Біографія
Генрі Ґант народився в Калверт (округ Меріленд), закінчив школу в 1878 році, навчався в Технологічному інституті Стівенса в Нью-Джерсі.
Перш ніж стати інженером-механіком працював викладачем. У 1887 році він приєднався до Фредеріка Тейлора в застосуванні наукових принципів управління на підприємствах, де вони працювали до 1893 року. В 1901 році розробив першу преміальну систему оплати дострокових і якісно виконаних виробничих завдань. З її впровадженням на ряді підприємств продуктивність праці зросла більш ніж удвічі. У своїй пізнішій кар'єрі як консультант з питань управління, після винаходу діаграми Ґанта, він також розробив системи оплати праці і додаткові методи вимірювання ефективності праці.
У 1916 році, під впливом Торстейна Веблена, Ґант створив асоціацію, яка намагалась застосовувати критерії ефективності промислового виробництва в політичному процесі.
Ґант запатентував більше десятка винаходів, читав лекції в університетах, розробив оригінальні методики преміальної оплати, склав карти-схеми для виробничого планування (так звані Ґант-схеми), а також зробив внесок у розробку теорії лідерства.

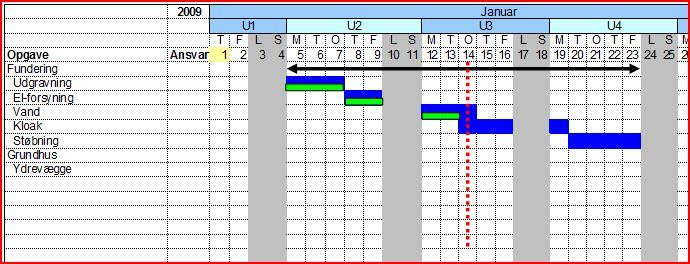
Діаграма Ґанта

## Публікації
Він мав понад 150 публікацій, в тому числі книги:
- «Праця, заробітна плата та дохід» (1910),
- «Промислове керівництво» (1916),
- «Організація праці» (1919).